# Брейоны
Брейоны (также мадаваски; фр. Les Brayons, фр. les Madawaskayens) — субэтническая группа в составе франкоканадского этноса. Численность около 100 тысяч человек. Проживают в основном в округе Мадаваска (графство, Нью-Брансуик) (около 40 тысяч человек), в соседних районах провинции (около 20 тысяч), а также на другом берегу реки Сен-Жан, в США, штат Мэн, округ Арустук (около 40 тысяч). Своей культурно-экономической столицей брейоны считают город Эдмундстон, 94 % населения которого составляют франкофоны. Регион своего расселения по обе стороны границы брейоны в шутку называют республика Мадаваска.

## История
Самосознание брейонов формировались на протяжении конца XVIII — XIX веков. Эндоэтноним имеет неясное происхождение, но, по-видимому, восходит к фр. brayer (деревянный ролик для нанесения краски), так как многие брейоны работали в текстильной промышленности.
Родоначальниками брейонов стали франкоакадцы, небольшая группа которых поселилась в верховьях реки Сен-Жан около 1790 года после того как из прибрежной Акадии их оттеснили волны агрессивно настроенных английских и немецких колонистов (см. Великий переполох).
Позднее, в ходе интенсивной миграции франкоканадцев из перенаселённого аграрного Квебека в промышленно развитые города северо-востока США, часть квебекцев осела на малозаселённых землях приграничья, смешавших с первыми франко-акадскими колонистами и индейцами-микмаками, особенно в районе Эдмундстона. Так появились современные брейоны.